# Tiszakerecseny
Tiszakerecseny is een plaats (község) en gemeente in het Hongaarse comitaat Szabolcs-Szatmár-Bereg. Tiszakerecseny telt 983 inwoners (2001).